# Унчешть (Сучава)
Унчешть, Унчешті (рум. Uncești) — село у повіті Сучава в Румунії. Входить до складу комуни Бунешть.
Село розташоване на відстані 344 км на північ від Бухареста, 14 км на південь від Сучави, 103 км на північний захід від Ясс.

## Населення
За даними перепису населення 2002 року у селі проживали 719 осіб, усі — румуни. Рідною мовою 718 осіб (99,9%) назвали румунську.